# Hilgendorf (Upahl)
Hilgendorf ist ein Ortsteil der Gemeinde Upahl im Landkreis Nordwestmecklenburg in Mecklenburg-Vorpommern.

## Geografie und Verkehrsanbindung
Hilgendorf liegt nordwestlich des Kernortes Plüschow. Unweit nordöstlich verläuft die Kreisstraße K 20. Die B 105 verläuft nördlich und die A 20 südlich. Am südlichen Ortsrand fließt der Poischower Mühlenbach, ein rechter Nebenfluss der Stepenitz. Weiter östlich liegt der Tressower See.

## Sehenswürdigkeiten
- Nordöstlich liegen die Megalithanlagen Ganggrab von Naschendorf und Großsteingrab Teufelsbackofen.

## Geschichte
Am 1. Juli 1950 wurde die bis dahin selbständige Gemeinde Hilgendorf in die Gemeinde Naschendorf eingegliedert. 